# Оділь Рено-Бассо
Оділь Рено-Бассо (фр. Odile Renaud-Basso, 2 червня 1965) — французька діячка. Президент Європейського банку реконструкції та розвитку.

## Життєпис
Народилася 2 червня 1965 року в сім'ї інженера та вчительки. У 1987 році закінчила Інститут політичних досліджень (Париж), відділення державної служби; Національну школу адміністрації у 1990 році та Гарвардську школу управління імені Джона Ф. Кеннеді за програмою «Вище урядове керівництво» у 1993 році.
У 1990—1991 рр. — працювала аудитором у Рахунковій палаті.
У 1994—2005 рр. — обіймала низку посад у Генеральному управлінні Казначейства США, де займалася питаннями багатосторонності, розвитку та фінансового регулювання: Асистент керівника Управління африкансько-французької зони (1994—1996 рр.); Генеральний секретар Паризького клубу, керівник Управління страхування боргів і кредитів (1996—1999 рр.); Керівник Управління фінансування малого та середнього бізнесу (1999—2001 рр.); Заступник директора з європейських та багатосторонніх питань (2001—2003); Начальник господарсько-фінансового управління (2003—2004 рр.); Начальник міжнародного відділу (2004—2005)
У 2005—2010 рр. — була Директором з економічних та фінансових питань Європейської Комісії, протягом цього часу готувала та контролювала всі переговори з монетарних та фінансових питань, а також керувала фінансовою кризою 2008—2009 років.
У 2010—2012 рр. — вона була заступником Голови Кабінету Президента Європейської Ради Германа Ван Ромпея, де на неї покладалася особлива відповідальність за врегулювання кризи в єврозоні.
З травня 2012 року по вересень 2013 року була заступником директора кабінету Жан-Марка Еро, тодішнього Прем'єр-міністра, відповідала за економічні та соціальні питання (макроекономічна, бюджетна та фіскальна політика, енергетика, житлове будівництво, інфраструктура, сталий розвиток, фінансовий сектор).
У вересні 2013 року — стала заступником Генерального директора Caisse des dépôts et consignations, відповідальним за управління ощадними фондами, які централізують частину заощаджень населення Франції (Livret A, Livret Développement Durable та Livret d'Epargne Populaire) і, зокрема, забезпечують фінансування соціального житла та довгострокових інвестицій місцевої влади. У квітні 2014 року, після призначення Жана-П'єра Жуйє Генеральним секретарем Єлисейського палацу, вона була призначена тимчасово виконувачкою обов'язків директора Caisse des depôts et consignations. Її тимчасова посада закінчилася наступного місяця з призначенням П'єра-Рене Лемаса. У червні 2016 року вона була призначена першим директором Caisse des dépôts et consignations.
У червні 2016 року вона стала першою жінкою, призначеною на посаду Генерального директора Казначейства. На цій посаді вона відстежує всі економічні та фінансові питання на національному, європейському та міжнародному рівнях, а також багатосторонні торговельно-фінансові питання та офіційну допомогу в цілях розвитку. З 2 листопада 2020 року її замінив Еммануель Мулен.
У жовтні 2020 року — була обрана Президентом Європейського банку реконструкції та розвитку. Та стала першою жінкою, обраною на цю посаду.
Є членом Ради директорів Le Siècle на період 2020—2023 рр.